# Howard Alden
Howard Alden, född 17 oktober 1958, är en amerikansk jazzmusiker som specialiserat sig på att spela sjusträngad gitarr. Hans hemort är New York, dit han flyttade 1982.